# Linurgus olivaceus
Linurgus olivaceus là một loài chim trong họ Fringillidae.

## Tham khảo

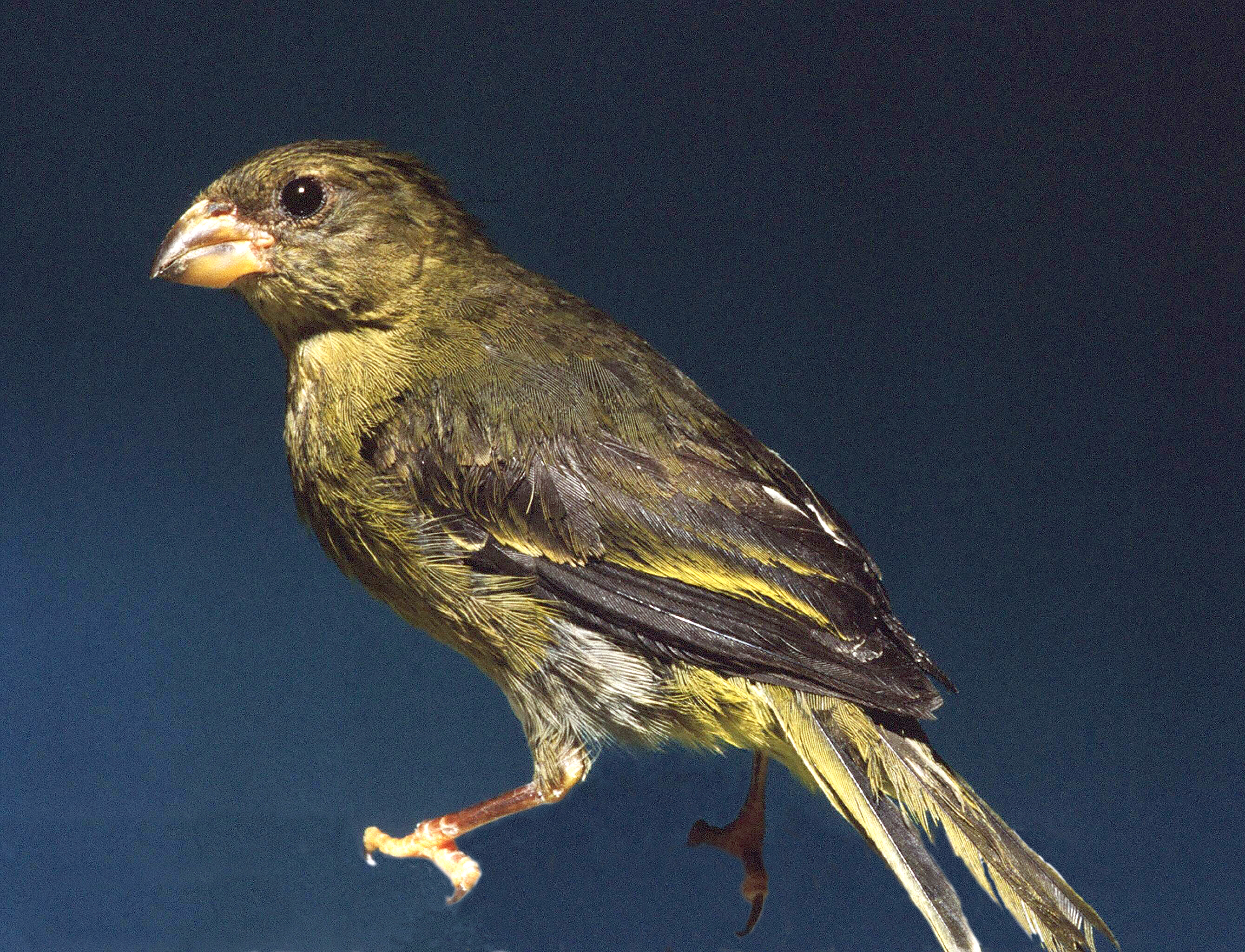
Linurgus olivaceus (chim mái)